# アラブ級駆逐艦
アラブ級駆逐艦（アラブきゅうくちくかん、フランス語: Classe Arabe）はフランス海軍が第一次世界大戦中に就役させた駆逐艦の艦級。日本製の艦であり、大日本帝国海軍の樺型駆逐艦の同型艦を購入した物である。アルジェリアン級、あるいはトライバル級（民族級）とも呼ばれる。

## 概要
本級は第一次世界大戦への参戦で外洋で作戦活動が行える駆逐艦が足らなくなったフランス海軍が、直接的に本土が戦場になっておらず、建造能力に余裕のある日本に駆逐艦を12隻発注したものである。1916年（大正5年）に建造命令が出され、1917年（大正6年）3月29日に受託建造協定が結ばれた。
本級の設計・建造は全て日本側に一任されており、一度日本海軍の艦として建造された後、日本側要員によってポートサイドまで回航された上でフランス海軍に引き渡された。基本的な設計は樺型と同様だが、武装などが異なる他、樺型が計画重量を超過した事を受けて、カタログスペック上の排水量が増加している（実際には同一）。
第二次世界大戦末期の1944年、自由フランス海軍はアメリカ海軍のキャノン級護衛駆逐艦を譲り受けて、2代目のアルジェリアン級駆逐艦としている。ここでアルジェリアン、オーヴァ、マロケン、セネガレ、ソマリは艦名を受け継がれたが、もう一隻はチュニジアンと命名されている。

## 同型艦
艦名はいずれも当時のフランス植民地帝国内の民族・住民の名である。
アルジェリアン（Algérien）
1917年横須賀海軍工廠で起工、同年5月進水、7月14日もしくは8月竣工、9月19日ポートサイドでフランス海軍に引渡し命名され就役。1936年7月14日に除籍後解体処分。日本海軍での仮称艦名は「第1番駆逐艦」（仏国1番駆逐艦）。名の由来となった「アルジェリア人」は、特定の民族ではなく、アラブ人やベルベル人を中心とした「アルジェリアに住む人々」を指す。
アンナミト（Annamite）
1917年横須賀海軍工廠で起工、同年6月進水、7月もしくは9月竣工、ポートサイドでフランス海軍に引渡し命名され就役。1933年8月18日に除籍後解体処分。日本海軍での仮称艦名は「第2番駆逐艦」（仏国2番駆逐艦）。名の由来となった「アンナン人」は、特定の民族ではなく、キン族を中心とした「フランス領インドシナに住む人々」を指す。
アラブ（Arabe）
1917年3月1日呉海軍造船所で起工、同年5月もしくは6月21日進水、7月21日もしくは8月竣工、8月1日佐世保を出港し、9月19日ポートサイドでフランス海軍に引渡し命名され就役。1936年7月14日に除籍後解体処分。名の由来となったアラブ人は、フランスが植民地支配していた北アフリカに広く分布する「アラビア語で会話し、イスラム教を信仰する」多民族の人々を指す。
バンバラ（Bambara）
1917年呉海軍造船所で起工、同年6月20日もしくは7月進水、7月13日もしくは9月竣工、ポートサイドでフランス海軍に引渡し命名され就役。1933年8月18日に除籍後解体処分。日本海軍での仮称艦名は「第3番駆逐艦」（仏国3番駆逐艦）。名の由来となった「バンバラ人」は、特定の民族ではなく、マリ共和国からコートジボワールを中心に西アフリカに広く分布する「バンバラ語を話す人々」を指す。
オーヴァ（Hova）
1917年佐世保海軍造船所で起工、同年5月もしくは7月進水、8月竣工、ポートサイドでフランス海軍に引渡し命名され就役。1936年7月14日に除籍後解体処分。名の由来となった「ホヴァ」は、民族名や言語名ではなく、マダガスカル島で確立していた身分制度において、貴族階級と奴隷階級の中間に置かれた「庶民階級の人々」を指す。
カビル（Kabyle）
1917年佐世保海軍造船所で起工、同年5月もしくは6月7日進水、10月竣工、7月25日ポートサイドでフランス海軍に引渡し命名され就役。1936年7月14日に除籍後解体処分。名の由来となった「カビル人」は、ベルベル人の四大部族の一つで、アルジェリア北岸のカビリー地方を中心に分布する人々を指す。
マロケン（Marocain）
1917年舞鶴海軍造船所で起工、同年5月もしくは6月1日進水、9月竣工、9月29日ポートサイドでフランス海軍に引渡し命名され就役。1935年8月27日に除籍後解体処分。名の由来となった「モロッコ人」は、特定の民族ではなく、アラブ人とベルベル人を中心とする「モロッコに住む人々」を指す。
サカラバ（Sakalave）
1917年3月舞鶴海軍造船所で起工、7月進水、10月竣工、12月9日ポートサイドでフランス海軍に引渡し命名され就役。1936年7月14日に除籍後解体処分。名の由来となった「サカラヴァ人」は、マダガスカルで5番目に人口が多く、最も広く分布している民族を指す。
セネガレ（Sénégalais）
1917年3月神戸川崎造船所で起工、同年5月もしくは7月20日進水、9月竣工、12月8日ポートサイドでフランス海軍に引渡し命名され就役。1936年7月14日に除籍後解体処分。名の由来となった「セネガル人」は、特定の民族ではなく、ウォロフ族を筆頭に多数の少数民族からなる「セネガルに住む人々」を指す。
ソマリ（Somali）
1917年3月神戸川崎造船所で起工、同年6月20日もしくは7月21日進水、10月竣工、12月8日ポートサイドでフランス海軍に引渡し命名され就役。1935年8月27日に除籍後解体処分。名の由来となった「ソマリ人」は、「アフリカの角」に広く分布するソマリ族を指し、現在のジブチにあたる「フランス領ソマリに住む人々」の意味を兼ねる。
トンキノワ（Tonkinois）
1917年2月8日三菱重工業長崎造船所で起工、同年6月9日進水、7月18日竣工、ポートサイドでフランス海軍に引渡し命名され就役。1935年8月27日に除籍後解体処分。日本海軍での仮称艦名は「第11番駆逐艦」（仏国11番駆逐艦）。三菱長崎造船所では「第274番船」。名の由来となった「トンキン人」は、フランス領インドシナで特にハノイを中心とする北部地方に限定し、「トンキン地方に住むアンナン人」を指す。
トゥアレグ（Touareg）
1917年2月三菱重工業長崎造船所で起工、同年5月もしくは6月9日進水、9月6日竣工、10月28日もしくは30日ポートサイドでフランス海軍に引渡し命名され就役。1935年8月27日に除籍後解体処分。日本海軍での仮称艦名は「第12番駆逐艦」（仏国12番駆逐艦）。名の由来となった「トゥアレグ人」は、ベルベル人の四大部族の一つで、サハラ砂漠中央部のアルジェリア・マリ・ニジェールにまたがって分布する人々を指す。